# Internet de las cosas

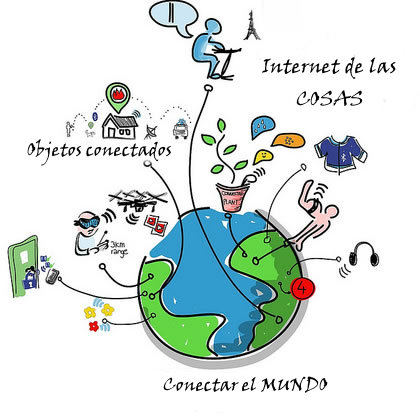
Descripción gráfica del mundo interconectado

El internet de las cosas (IdC) describe objetos físicos (o grupos de estos) con sensores, capacidad de procesamiento, software y otras que se conectan e intercambian datos con otros dispositivos y sistemas a través de internet u otras redes de comunicación. El Internet de las cosas se ha considerado un término erróneo porque los dispositivos no necesitan estar conectados a la Internet pública. Sólo necesitan estar conectadas a una red y ser direccionables individualmente.
Este campo ha evolucionado gracias a la convergencia de múltiples tecnologías, como la informática ubicua, los sensores, los sistemas integrados cada vez más potentes y el aprendizaje automático. Los campos tradicionales de los sistemas embebidos, las redes de sensores inalámbricos, los sistemas de control y la automatización (incluida la domótica y la inmótica) hacen posible, de forma independiente y colectiva, el Internet de las cosas. En el mercado de consumo, la tecnología del IdC es más sinónimo de productos sobre el concepto de «hogar inteligente», que incluye dispositivos y aparatos (dispositivos de iluminación, termostatos, sistemas de seguridad del hogar, cámaras y otros electrodomésticos) que soportan uno o más ecosistemas comunes. Puede controlarse a través de dispositivos asociados a ese ecosistema, como los móviles y altavoces inteligentes. El IdC también se utiliza en los sistemas sanitarios.
Hay muchas preocupaciones sobre los riesgos en el crecimiento de las tecnologías y productos del IdC, especialmente en lo que respecta a la privacidad y la seguridad. En consecuencia, la industria y los gobiernos han comenzado a tomar medidas para hacer frente a estas preocupaciones, incluyendo el desarrollo de normas internacionales y locales, directrices y marcos regulatorios.
Por ejemplo, la Unión Europea implementó el GDPR en 2018, que exige la protección de datos cuando se trata de almacenar y administrar datos de personas en la Unión Europea. Aunque la legislación sólo se aplica a los ciudadanos de la UE, tiene un impacto global porque afecta a organizaciones globales con mercados europeos.

## Definición original
Bill Joy imaginó la comunicación D2D (del inglés: Device to Device, dispositivo a dispositivo) como parte de su estructura de las "Seis Webs" (en 1999 en el Foro Económico Mundial de Davos); pero hasta la llegada de Kevin Ashton, la industria no dio una segunda oportunidad al internet de las cosas.

En un artículo de 2009 para el diario RFID, «Esa cosa del “internet de las cosas”», Ashton hizo la siguiente declaración:
Los ordenadores actuales —y, por tanto, internet— son prácticamente dependientes de los seres humanos para recabar información. Una mayoría de los casi 50 petabytes (un petabyte son 1000 terabytes) de datos disponibles en internet fueron inicialmente creados por humanos, a base de teclear, presionar un botón, tomar una imagen digital o escanear un código de barras. Los diagramas convencionales de internet, dejan fuera a los routers más importantes de todos: las personas. El problema es que las personas tienen un tiempo, una atención y una precisión limitados, y no se les da muy bien conseguir información sobre cosas en el mundo real. Y eso es un gran obstáculo. Somos cuerpos físicos, al igual que el medio que nos rodea. No podemos comer bits, ni quemarlos para resguardarnos del frío, ni meterlos en tanques de gas. Las ideas y la información son importantes, pero las cosas cotidianas tienen mucho más valor. Aunque, la tecnología de la información actual es tan dependiente de los datos escritos por personas que nuestros ordenadores saben más sobre ideas que sobre cosas. Si tuviéramos ordenadores que supieran todo lo que tuvieran que saber sobre las “cosas”, mediante el uso de datos que ellos mismos pudieran recoger sin nuestra ayuda, nosotros podríamos monitorizar, contar y localizar todo a nuestro alrededor, de esta manera se reducirían increíblemente gastos, pérdidas y costes. Sabríamos cuándo reemplazar, reparar o recuperar lo que fuera, así como conocer si su funcionamiento estuviera siendo correcto. La internet de las cosas tiene el potencial para cambiar el mundo tal y como hizo la revolución digital hace unas décadas. Tal vez incluso hasta más.
Los estudios relacionados con la internet de las cosas están todavía en un punto muy temprano de desarrollo. Como resultado carecemos de una definición estandarizada para este término. Una encuesta realizada por varios investigadores resume de alguna manera el término.

## Antecedentes y Origen
El concepto de Internet de las Cosas (IoT) tiene sus raíces en la idea de conectar dispositivos a Internet para permitir la comunicación y el intercambio de datos de forma remota. Los primeros conceptos sobre la creación de una red de dispositivos inteligentes se discutieron en 1982, cuando una máquina de Coca-Cola modificada se convirtió en el primer electrodoméstico conectado a Internet. Durante la década de los 90 se publicaron distintos artículos en el ámbito académico y el término Internet de las cosas se hizo popular en 1999. A partir de ese momento, el concepto de Internet de las cosas y su evolución estuvieron relacionados con la incorporación de sensores y conexiones en cualquier tipo de dispositivo que pudiera admitirlo. Básicamente se trataba de incorporar “inteligencia” en distintos objetos electrónicos que pudieran admitirlo.
- 1999: Kevin Ashton, del Instituto de Tecnología de Massachusetts (MIT), acuña el término "Internet de las Cosas" (IoT).
- 2008: La primera versión del protocolo Iv6 es estandarizada, lo que proporciona un gran número de direcciones IP para dispositivos IoT.
- 2010: El número de dispositivos conectados a Internet supera al número de personas en el mundo.
- 2014: Google adquiere Nest Labs, una empresa dedicada a dispositivos domésticos inteligentes, lo que marca un gran paso en la popularización del IoT en el hogar.
- 2016: La compañía de software estadounidense PTC adquiere la empresa de IoT ThingWorx por 112 millones de dólares, demostrando el crecimiento del mercado de IoT.

## Funcionamiento
El funcionamiento de los sistemas IoT convencionales consiste en el envío, la recepción y el análisis continuo de datos en un ciclo de retroalimentación. Dependiendo del tipo de tecnología utilizada en IoT, los datos pueden ser analizados por humanos o sistemas de inteligencia artificial y aprendizaje automático (IA/ML) de manera casi inmediata o tras un período de tiempo determinado.
El término IoT describe el conjunto de dispositivos físicos que se comunican entre sí mediante redes inalámbricas y requieren de una mínima intervención humana. Este sistema se logra gracias a la incorporación de dispositivos informáticos en diversos objetos de uso cotidiano.

### Cuatro etapas
- Adquisición de datos: Los dispositivos de IoT capturan datos de su entorno mediante sensores. Estos datos pueden variar en complejidad, desde información tan simple como la temperatura hasta feeds de video en tiempo real.
- Compartición de datos: Los dispositivos IoT envían los datos capturados a través de conexiones de red disponibles a un sistema en la nube pública o privada (dispositivo-sistema-dispositivo), a otro dispositivo (dispositivo-dispositivo), o los almacenan localmente para su procesamiento en el edge.
- Procesamiento de datos: En esta etapa, el software se programa para llevar a cabo ciertas acciones basadas en los datos adquiridos, como encender un ventilador o enviar una advertencia.
- Toma de decisiones a partir de los datos: Los datos de todos los dispositivos en una red de IoT se analizan para obtener información estratégica valiosa para respaldar decisiones y acciones de negocio confiables.

## Aplicaciones

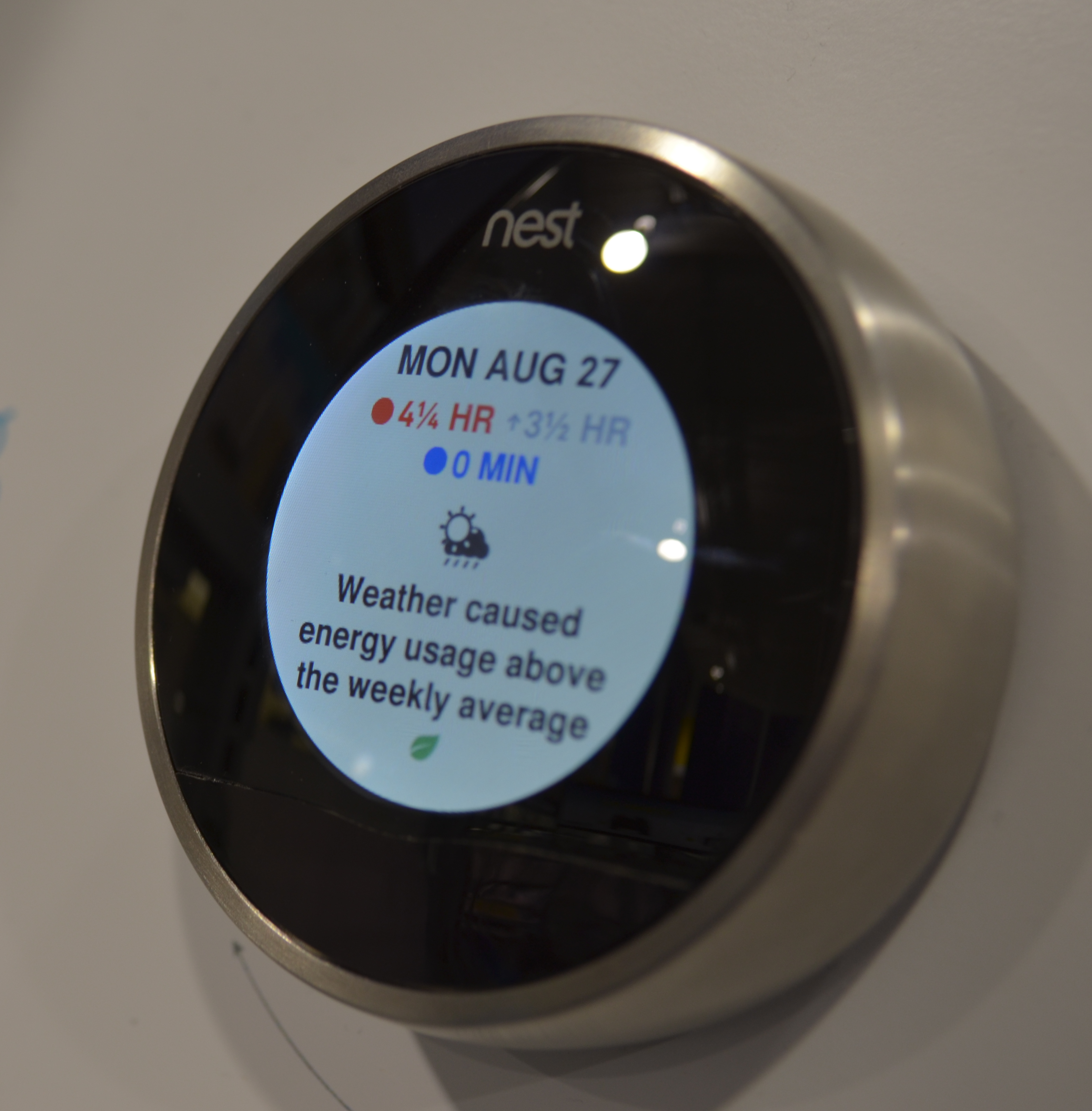
Un termostato inteligente Nest informa sobre el uso de energía y el estado del tiempo.

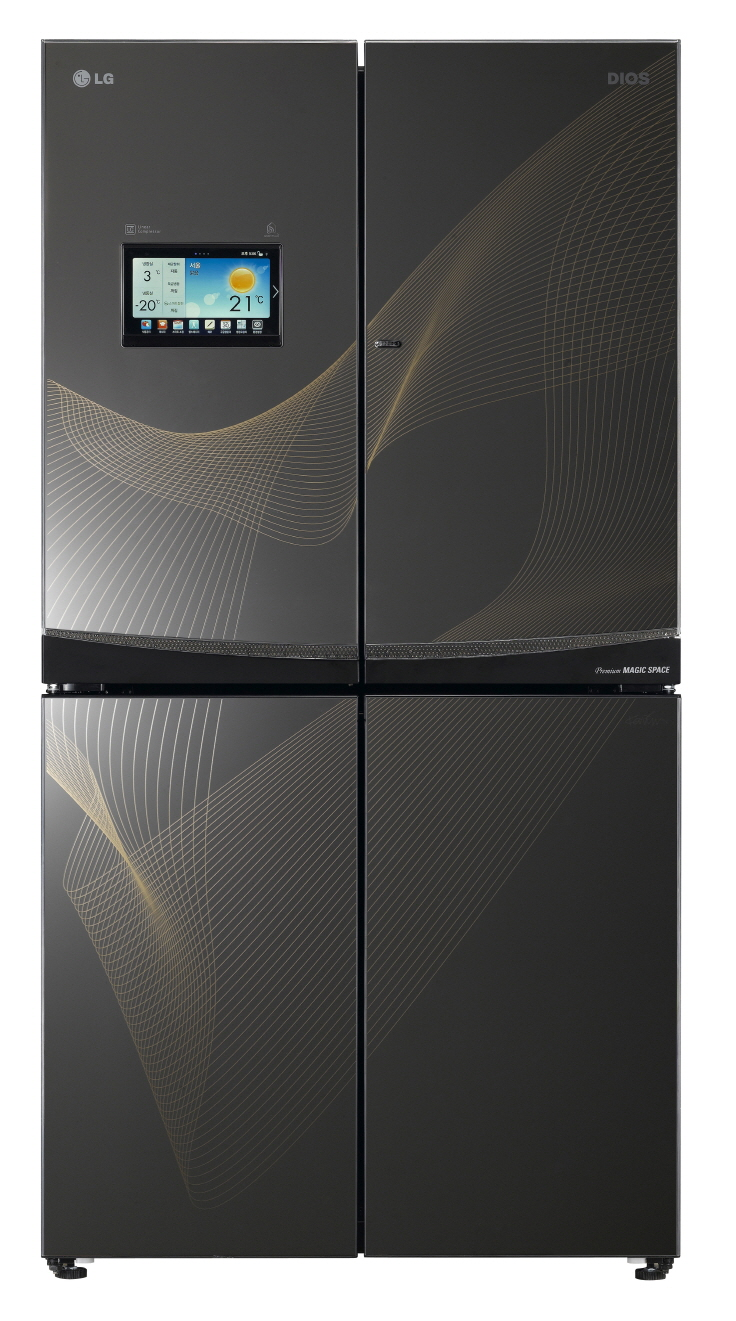
Un refrigerador marca LG

Las aplicaciones para dispositivos conectados a internet son amplias. Múltiples categorías han sido sugeridas, pero la mayoría está de acuerdo en separar las aplicaciones en tres principales ramas de uso: consumidores, empresarial, e infraestructura. George Osborne, exmiembro del gabinete encargado de finanzas, propone que la IdC es la próxima etapa en la revolución de la información, refiriéndose a la interconectividad de todo: desde el transporte urbano hasta dispositivos médicos, pasando por electrodomésticos.
La capacidad de conectar dispositivos embebidos con capacidades limitadas de CPU, memoria y energía significa que IdC puede tener aplicaciones en casi cualquier área. 
Estos sistemas podrían encargarse de recolectar información en diferentes entornos: desde ecosistemas naturales hasta edificios y fábricas,
 por lo que podrían utilizarse para monitoreo ambiental y planeamiento urbanístico.
Sistemas de compra inteligentes, por ejemplo, podrían seguir los hábitos de compra de un usuario específico rastreando su teléfono móvil. A estos usuarios se les podrían ofrecer ofertas especiales con sus productos preferidos o incluso guiarlos hacia la ubicación de los artículos que necesitan comprar. Estos artículos estarían en una lista creada automáticamente por su refrigerador inteligente en su teléfono móvil. Pueden encontrarse más casos de uso en aplicaciones que se encargan de la calefacción, el suministro de agua, electricidad, la administración de energía e incluso sistemas inteligentes de transporte que asistan al conductor.
Otras aplicaciones que puede proveer la internet de las cosas es agregar características de seguridad y automatización del hogar. Se ha propuesto el concepto de un "internet de las cosas vivas" donde se describen redes de sensores biológicos que podrían utilizar análisis basados en la informática en la nube para permitir a los usuarios estudiar el ADN y otras moléculas.

## Historia
Kevin Ashton, investigador británico del Instituto de Tecnología de Massachusetts, acuñó el término "Internet de las Cosas" en 1999 mientras trabajaba en Procter & Gamble. Su papel fue fundamental en la conceptualización y promoción del IoT al proponer la idea de conectar objetos del mundo físico a Internet para recopilar y compartir datos sin la intervención humana directa. 
Ashton visualizó un mundo donde los objetos cotidianos, desde electrodomésticos hasta equipos industriales, podrían comunicarse entre sí y con los humanos, mejorando la eficiencia y la comodidad en diversos aspectos de la vida y el trabajo. Su visión sentó las bases para el desarrollo y la expansión del Internet de las Cosas en las décadas siguientes. Ashton acuñó este término para ilustrar el poder de conectar a Internet las etiquetas de identificación por radiofrecuencia (RFID) que se utilizaban en las cadenas de suministro corporativas para contar y realizar un seguimiento de las mercancías sin necesidad de intervención humana. 
El término se ha popularizado para describir escenarios en los que la conectividad y capacidad de cómputo se extienden a una variedad de objetos, dispositivos, sensores y artículos de uso diario.

## Modelos de comunicación
Desde un punto de vista operativo, tiene sentido pensar en cómo se conectan y comunican dispositivos del IdC desde la perspectiva del modelo de comunicación. En 2015, la Junta de Arquitectura de Internet (IAB) publicó un documento orientación para la creación de redes de objetos inteligentes (RFC 7452) que describe marcos de cuatro modelos de comunicación comunes utilizados en dispositivos de comunicación al Internet de las Cosas. 
- Comunicaciones ‘dispositivo a dispositivo’

El modelo de comunicación dispositivo a dispositivo representa dos o más dispositivos que se conectan y se comunican directamente entre sí y no a través de un servidor de aplicaciones intermediario. Estos dispositivos se comunican sobre muchos tipos de redes, entre ellas las redes IP o la Internet. Sin embargo, para establecer comunicaciones directas de dispositivo a dispositivo, muchas veces se utilizan protocolos como Bluetooth.
- Comunicaciones ‘dispositivo a la nube'

En un modelo de comunicación de dispositivo a la nube, el dispositivo de la IoT se conecta directamente a un servicio en la nube, como por ejemplo un proveedor de servicios de aplicaciones para intercambiar datos y controlar el tráfico de mensajes. Este enfoque suele aprovechar los mecanismos de comunicación existentes (por ejemplo, las conexiones Wi-Fi o Ethernet cableadas tradicionales) para establecer una conexión entre el dispositivo y la red IP, que luego se conecta con el servicio en la nube.
- Modelo ‘dispositivo a puerta de enlace’

En el modelo dispositivo a puerta de enlace, o más generalmente el modelo dispositivo a puerta de enlace de capa de aplicación (ALG), el dispositivo de la IoT se conecta a través de un servicio ALG como una forma de llegar a un servicio en la nube. Dicho de otra manera, esto significa que hay un software de aplicación corriendo en un dispositivo de puerta de enlace local, que actúa como intermediario entre el dispositivo y el servicio en la nube y provee seguridad y otras funcionalidades tales como traducción de protocolos o datos.
- Modelo de intercambio de datos a través del back-end

El modelo de intercambio de datos a través del back-end se refiere a una arquitectura de comunicación que permite que los usuarios exporten y analicen datos de objetos inteligentes de un servicio en la nube en combinación con datos
de otras fuentes. Esta arquitectura soporta “el deseo del usuario de permitir que terceros accedan a los datos subidos por sus sensores”.

### Aplicaciones de consumo
Un porcentaje creciente de los dispositivos IdC son creados para el consumo. Algunos ejemplos de aplicaciones de consumo incluyen: automóviles conectados, entretenimiento, automatización del hogar, tecnología vestible, salud conectada y electrodomésticos como lavadoras, secadoras, aspiradoras robóticas, purificadores de aire, hornos, refrigeradores que utilizan Wi-Fi para seguimiento remoto de los procesos.
Algunas aplicaciones de consumo han sido criticadas por su falta de redundancia y su inconsistencia. Estas críticas dieron lugar a una parodia conocida Internet of Shit ('internet de las porquerías') Varias compañías han sido criticadas por apresurarse a incursionar en IdC, creando así dispositivos de valor cuestionable, además de no establecer ni implementar estándares de seguridad bien preparados.

### Empresarial
El término «IdC empresarial» (EIoT, por sus siglas en inglés) se usa para referirse a todos los dispositivos en el ambiente de los negocios y corporativo.
Para 2019, se estima que EIdC comprenderá cerca de un 40 % o 9.1 millardos de dispositivos.

#### Medios
Los medios utilizan el internet de las cosas principalmente para mercadeo y estudiar los hábitos de los consumidores. Estos dispositivos recolectan información útil sobre millones de individuos mediante segmentación por comportamiento. Al hacer uso de los perfiles construidos durante el proceso de segmentación, los productores de medios presentan al consumidor publicidad en pantalla alineada con sus hábitos conocidos en el lugar y momento adecuados para maximizar su efecto. Se recolecta más información haciendo un seguimiento de cómo los consumidores interactúan con el contenido. Esto se hace midiendo indicadores de desempeño como la tasa de abandono, proporción de clics, tasa de registro o tasa de interacción. La cantidad de información que se maneja representa un reto, ya que empieza a adentrarse dentro de los dominios del big data. Sin embargo, los beneficios obtenidos de la información superan ampliamente las complicaciones de su uso.

### Administración de infraestructura
El seguimiento y control de operaciones de infraestructura urbana y rural como puentes, vías férreas y parques eólicos, es una aplicación clave de IdC. La infraestructura de IdC puede utilizarse para seguir cualquier evento o cambio en las condiciones estructurales que puedan comprometer la seguridad e incrementar el riesgo. También puede utilizarse para planificar actividades de reparación y mantenimiento de manera eficiente, coordinando tareas entre diferentes proveedores de servicios y los usuarios de las instalaciones. Otra aplicación de los dispositivos de IdC es el control de infraestructura crítica, como puentes para permitir el pasaje de embarcaciones. El uso de dispositivos de IdC para el seguimiento y operación de infraestructura puede mejorar el manejo de incidentes, la coordinación de la respuesta en situaciones de emergencia, la calidad y disponibilidad de los servicios, además de reducir los costos de operación en todas las áreas relacionadas con la infraestructura. Incluso áreas como el manejo de desperdicios puede beneficiarse de la automatización y optimización que traería la aplicación de IdC

### Otros campos de aplicación
Agricultura
La población mundial alcanzará los 9700 millones en 2050 según la Organización de Naciones Unidas, por lo tanto, para alimentar a esta gran cantidad de población la industria agrícola debe adoptar el IdC.
La agricultura inteligente basada en IdC permitirá a los productores y agricultores reducir el desperdicio y mejorar la productividad, desde la cantidad de fertilizante utilizado hasta el combustible utilizado en la maquinaria agrícola. En la agricultura basada en IdC, se construye un sistema para monitorear el campo de cultivo con la ayuda de sensores (luz, humedad, temperatura, humedad del suelo) y la automatización del sistema de riego.
Los agricultores pueden monitorear las condiciones del campo desde cualquier lugar. La agricultura basada en IdC es altamente eficiente en comparación con la tradicional. En términos de cuestiones ambientales la agricultura basada en IdC puede proporcionar grandes beneficios, incluido un uso más eficiente del agua, o la optimización de insumos y tratamientos.

#### Medicina y salud
Los dispositivos de IdC pueden utilizarse para el rastreo remoto de pacientes y sistemas de notificación de emergencias. 
Estos dispositivos pueden variar desde monitores de presión sanguínea y control de pulsaciones, hasta dispositivos capaces de seguir implantes especializados, como marcapasos, pulseras electrónicas o audífonos sofisticados. Algunos hospitales comenzaron a utilizar "camas inteligentes" que detectan cuándo están ocupadas y cuándo un paciente intenta levantarse. También puede ajustarse automáticamente para asegurar que el paciente tenga un soporte adecuado sin interacción del personal de enfermería.
Pueden instalarse sensores especializados en espacios habitacionales para monitorear la salud y el estado de bienestar general de las personas mayores. Otros dispositivos de consumo IdC alientan la vida sana, por ejemplo, balanzas conectadas o monitores cardíacos portátiles. Más y más plataformas IdC de seguimiento integrales están apareciendo para pacientes prenatales y crónicos que ayudan a hacer un seguimiento de los signos vitales y de la administración de medicación necesaria.[cita requerida]Según las últimas investigaciones, el Departamento de Salud de EE. UU. Planea ahorrar hasta USD 300 mil millones del presupuesto nacional debido a innovaciones médicas.
La Corporación de Investigación y Desarrollo (DEKA), una compañía que crea extremidades protésicas, ha creado un brazo alimentado por baterías que transforma la actividad eléctrica de los músculos esqueléticos para controlarlo. El brazo fue bautizado Luke Arm (el brazo de Luke, en inglés) en honor a Luke Skywalker (Star Wars).

#### Transporte
En el sector del transporte, el Internet de las cosas se denomina Internet de los vehículos. IdC puede asistir a la integración de comunicaciones, control y procesamiento de información a través de varios sistemas de transporte, ofreciendo soluciones a los múltiples desafíos que se presentan en toda la cadena logística.

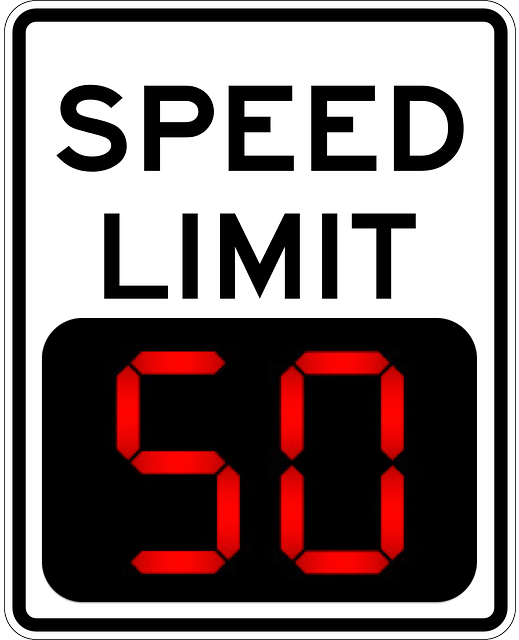
Cartel digital de velocidad máxima variable.

La aplicación de IdC se extiende a todos los aspectos de los sistemas de transporte (vehículos, infraestructura, conductores o usuarios). La interacción dinámica entre estos componentes de un sistema de transporte permite la comunicación inter e intra vehicular, el control inteligente del tránsito, estacionamiento inteligente, cobro electrónico de peajes, logística y manejo de flota, control vehicular, seguridad y asistencia en rutas. En logística y manejo de flota, por ejemplo, la plataforma de IdC puede hacer seguimiento en todo momento de la ubicación y las condiciones de la carga y los activos mediante sensores inalámbricos que envían alertas en caso de eventualidades (demoras, daños, robos, etc.)

#### Industria
Cuando IdC se incorpora al entorno industrial y de fabricación, se le conoce como Industrial Internet of Things. El IIdC es una subcategoría muy importante del IdC, pues consiste en conectar sensores inteligentes a Internet y usar esa información para tomar mejores decisiones comerciales. La mayor diferencia entre el IdC y el IdC industrial es que IIdC ha sido diseñado para funcionar en espacios relativamente cerrados y con el objetivo de facilitar la comunicación con una empresa. Por ejemplo, una de las aplicaciones del IIdC industrial es la detección de grandes concentraciones de polvo en entornos industriales para asegurar una mejor seguridad y salud de los trabajadores.
Educación
En el caso de este importante sector. El impacto que tendrá esta nueva tecnología será mayúsculo. Hablamos de las plataformas de educación en línea, de los sistemas de aprendizaje adaptativo —los cuáles plantean ejercicios que adaptan al ritmo de los estudiantes y los ayudan a mejorar su comprensión de los temas que les cuesta aprender—,  y hasta de innovaciones potencialmente revolucionarias como la realidad virtual. Sin embargo, existe un área en la que la tecnología está avanzando rápidamente y que, a pesar de su enorme potencial transformador, rara vez es vinculada al ámbito educativo. Se trata por supuesto de la Internet de las cosas.
Uno de los primeros campos en los que estas nuevas tecnologías están teniendo un impacto es en la reducción de la carga laboral de los docentes. Cada vez más dispositivos, están ayudando a los docentes a alivianar algunas de las tareas más tediosas vinculadas con su actividad. Los dispositivos que corrigen ejercicios y exámenes de manera automática, por ejemplo, permiten que los profesores creen exámenes estandarizados, y luego simplemente los pasen por un sencillo escáner que los puntúa automáticamente y carga la calificación en una base de datos a la cual el profesor puede acceder desde Internet.

## Internet de las cosas y los macrodatos

### Aplicaciones de los macrodatos en IdC
Las aplicaciones más concurrentes donde se asocia el IdC son aquellos asociados a los macrodatos (big data), desde los analistas hasta los científicos de datos o los especialistas en aprendizaje automático. Se trata de una tecnología transversal, y fundamental para muchas aplicaciones esenciales.
Otra área de gran desarrollo en la actualidad, y de cara al futuro cercano, la tenemos en el edge computing. Esta evolución del concepto de la informática en la nube implica trasladar la capacidad de procesamiento de los datos cerca de donde estos se generan. Implica una eclosión de perfiles profesionales muy tecnológicos que son capaces de exprimir las posibilidades del IdC en campos tan apasionantes como la conducción autónoma, entre otros. Se trata por tanto de un sector que ofrece una alta empleabilidad.

## Internet de las Cosas (IoT) y el Internet de Todo (IoE)
El término "Internet de Todo" fue introducido por CISCO en 2012, marcando una evolución significativa en la forma en que percibimos y utilizamos la tecnología para conectar el mundo que nos rodea. Este concepto va más allá de la simple interconexión de dispositivos, conocido como el Internet de las Cosas (IoT), y se extiende hacia una red que integra de manera inteligente a las personas, los procesos, los datos y las cosas. El Internet de los Objetos no solo busca conectar dispositivos entre sí, sino que también pretende crear un entorno donde la información recolectada se transforme en acciones concretas, fomentando una toma de decisiones más informada y eficiente.
El objetivo fundamental del Internet de los Objetos es permitir que los datos fluyan de manera más libre y efectiva entre diferentes sistemas y agentes, proporcionando una base sólida para decisiones fundamentadas en datos. Esto, a su vez, abre la puerta a nuevas capacidades y experiencias que pueden ser más ricas y personalizadas, ajustándose mejor a las necesidades individuales y colectivas de las personas. La comunicación en este sistema se da a varios niveles: entre máquinas, entre máquinas y personas, y también entre personas que están asistidas por diversas tecnologías.
Además, el Internet de los Objetos incorpora y trasciende al Internet de las Cosas al incluir otros dos componentes esenciales: el Internet de lo Digital y el Internet de lo Humano. El Internet de lo Digital se refiere a la integración y gestión de datos digitales y recursos informáticos, mientras que el Internet de lo Humano pone énfasis en cómo las personas interactúan con la tecnología.
El Internet de Todo amplía y enriquece el concepto del Internet de las Cosas, pues incluye una gama más amplia de interacciones y posibilidades.

## Ventajas y desventajas

### Ventajas
Capacidad de conectarse a la red: El principal beneficio que brinda el IoT es la posibilidad de conectarse a Internet y así poder acceder a todo lo relacionado con el mismo. Por ejemplo, cuando la tele se conecta a la red para recibir el contenido que estamos a punto de ver.
Intercambio de información de forma rápida y en tiempo real: Otra ventaja del Internet de las Cosas es que la información se intercambia rápidamente y en tiempo real, teniendo muchos usos diferentes. Por ejemplo, en el campo de la seguridad. Gracias al Internet de las Cosas, la policía o los bomberos son notificados automáticamente de un allanamiento o incendio en un espacio controlado.
Ahorro energético: Otro beneficio muy importante que trae IoT es el ahorro de energía. Al monitorear y automatizar los procesos, estos se llevan a cabo de una manera más controlada, lo que se traduce en un menor consumo y por lo tanto en un mayor ahorro. Los mejores ejemplos se pueden encontrar en acondicionadores de aire automáticos en casas y otros edificios. Cuando los acondicionadores de aire están controlados por dispositivos IoT, se sincronizan con la temperatura exterior y las condiciones climáticas, lo que resulta en un uso más completo de los recursos disponibles. 
Procesos más sostenibles: De manera similar a cómo IoT genera más ahorros a través de una mejor utilización de los recursos, también conduce a una mayor resiliencia ya que solo se utilizan los recursos que realmente se necesitan. El mejor ejemplo se puede encontrar en el aire acondicionado.
Comunicación con el entorno directo: Otra ventaja es que IoT permite la comunicación directa con el entorno inmediato. Por ejemplo, podemos abrir y cerrar la puerta desde nuestro teléfono móvil, o podemos recibir información útil en función de nuestra ubicación geográfica en cualquier momento. 

### Desventajas
La información no se encuentra cifrada:. 
Requiere de una inversión previa en tecnología: Otra desventaja de IoT es que requiere una inversión inicial para funcionar. Es decir, tenemos que comprar dispositivos que tengan la tecnología necesaria para que se conecten a Internet. 
Reducción de la intimidad: Otro problema que puede plantear el uso de las instalaciones de IoT es la reducción de la privacidad. Estos dispositivos abren los espacios privados a los espacios públicos, por lo que pueden surgir serios problemas en este sentido. Por ejemplo, porque la configuración del sistema de seguridad, como las cámaras de vigilancia, se usa de manera incorrecta.
Brecha tecnológica: Asimismo, otra desventaja asociada al uso de la tecnología IoT es la ampliación de la brecha digital. En otras palabras, el tema es quién puede acceder a esta tecnología y quién no. Esto es especialmente cierto cuando se compara el acceso a Internet en diferentes países y entre áreas urbanas y rurales.
Falta de compatibilidad: Finalmente, otro gran inconveniente de la tecnología IoT es la falta de compatibilidad entre algunos dispositivos. Los sistemas IoT no están estandarizados y, por lo tanto, puede suceder que algunos dispositivos no funcionen juntos aunque estén diseñados para la misma función.

## Tendencias
Existen algunas predicciones en cuanto a las implementaciones de lo que será el IoT en diversas áreas, ya sea en el procesamiento de la información así como su incorporación a la nueva tecnología que aún se encuentra en desarrollo, pero que sin duda han cambiado la manera en que nos conectamos y accedemos a la información que se encuentra en internet.
IoT y análisis de datos: El IoT ya no consistirá únicamente en disponer de wearables o hablar con Alexa. El IoT se enfocará más en procesar datos y hacer recomendaciones basadas en hallazgos. Esto se debe a la capacidad del internet de las cosas de asociarse con las tecnologías de inteligencia artificial y machine learning con el objetivo de procesar grandes cantidades de datos. Veremos más la sinterización de datos con el fin de hacer recomendaciones y tomar decisiones inteligentes e informadas.
La red 5G: El crecimiento evidente de la tecnología 5G, así como la computación en nube y el acceso más rápido y amplio a la red seguirán alimentando el crecimiento del IoT. La conectividad 5G jugará un papel trascendental en el ecosistema de Internet de las Cosas, pues se trata de una tecnología que se puede implementar en infinidad de sistemas, dispositivos y centros de datos; y que representa la infraestructura sobre la que se van a transmitir grandes volúmenes de información en tiempo real.
Impacto en los negocios: Muchas empresas y negocios pasaron a realizar operaciones a distancia desde el 2020 y comenzaron a potenciar el teletrabajo y el acceso a los datos de forma descentralizada. La pandemia provocada por el COVID-19 provocó cambios obligados en las empresas y que las condujeron a notables innovaciones y adaptaciones, y a medida que avance el tiempo las empresas no digitalizadas se verán forzadas a aplicar diferentes estrategias tecnológicas para no quedarse atrás.
IoT y BPM: Teniendo en cuenta que esta conexión cambió la experiencia del cliente, creó modelos comerciales inteligentes y colaboró en soluciones, hay tecnologías que realmente han aprovechado todas estas cosas. Este de ellos es BPM (Business Process Management). El programa BPM permite la integración de la gestión empresarial con las tecnologías de la información a través de un enfoque enfocado a mejorar los resultados del negocio, brindando servicios personalizados en función de las necesidades de los clientes más exigentes. El BPMS (Business Process Management System) mejora la flexibilidad dentro de las empresas y alinea continuamente los objetivos comerciales con sus propias políticas y procedimientos operativos, lo que les permite adaptar el cumplimiento interno y externo, así como adoptar métodos comerciales transparentes y, por supuesto, una gestión global de las operaciones.
Gracias a esta alineación, los momentos de trabajo están totalmente garantizados y optimizados en el espectro BPM a través de la automatización y los datos con decisiones específicas. Además, estimula la implementación de flujos de trabajo en cualquier contexto laboral para adaptarse a las interacciones humanas.

## Accesibilidad universal a las cosas mudas
Una visión alternativa, desde el mundo de la Web semántica, se centra más bien en hacer que todas las cosas (no solo las electrónicas, inteligentes o RFID) tengan una dirección basada en alguno de los protocolos existentes, como el URI. Los objetos no se comunican, pero de esta forma podrían ser referenciados por otros agentes, tales como potentes servidores centralizados que actúen para sus propietarios humanos.
Obviamente, estos dos enfoques convergen progresivamente en direccionables y en más inteligentes. Esto es poco probable que suceda en situaciones con pocos spimes (objetos que pueden ser localizados en todo momento), y mientras tanto, los dos puntos de vista tienen implicaciones muy diferentes. En particular, el enfoque universal de direccionamiento incluye cosas que no pueden tener comportamientos de comunicación propios, como resúmenes de documentos.

## Control de objetos
Según el director ejecutivo de Cisco, se estima que el proyecto costará 19 mil millones de dólares estadounidenses, y, como eso, muchos dispositivos de la internet de las cosas formarán parte del mercado internacional. Jean-Louis Gassée (miembro inicial en el grupo de alumnos de Apple y cofundador de BeOS) ha escrito un artículo en el Monday Note en donde desarrolla el problema que surgirá con mayor probabilidad: hacer frente a los cientos de aplicaciones que estarán disponibles para controlar esos dispositivos personales.
Existen múltiples enfoques para resolver este problema, uno de ellos es la llamada “Interacción predecible”, que consiste en que las decisiones se tomarán en la nube de manera independiente y se adelantará a la acción del usuario para que dé lugar alguna reacción. A pesar de que esto se puede llevar a cabo, siempre necesitará ayuda manual.
Algunas empresas ya han visto el vacío existente en este mercado y están trabajando en la creación de protocolos de comunicación entre dispositivos. Algunos ejemplos son la alianza AllJoyn, que está compuesta por 20 líderes en tecnología a nivel mundial,y otras compañías como Intel, que está elaborando el CCF (siglas en inglés: Common Connectivity Framework, significa Marco de Conectividad Común).
Ciertos emprendedores han optado por mostrar sus capacidades técnicas tratando de encontrar soluciones posibles y eficaces al problema planteado. Estos son algunos de ellos:
- AT&T “Vida digital” es la solución más conocida. En su página web[55] cuenta con todo tipo de medidas domóticas que se pueden controlar a través de una aplicación del teléfono móvil.
- Muzzley utiliza una sola aplicación con la que poder acceder a cientos de dispositivos[56] gracias a que los fabricantes están comenzando a unirse a su proyecto de APIs[57] con el fin de proporcionar una única solución para controlar los dispositivos personales.
- My shortcut[58] es una propuesta que incluye un conjunto de dispositivos que permiten al usuario establecer una interacción con la aplicación, al estilo Siri. Mediante el uso de comandos de voz, se le ofrece la posibilidad al usuario de utilizar las herramientas más comunes de la internet de las cosas.
- Realtek, “IdC my things” es también una aplicación que pretende controlar un sistema cerrado de dispositivos de Realtek tales como sensores.[59]

Los fabricantes se están percatando del problema y están empezando a lanzar al mercado productos con APIs abiertas. Estas empresas de aplicaciones se aprovechan de integraciones rápidas.
Por otro lado, muchos fabricantes todavía están esperando para ver qué hacer y cuándo empezar. Esto puede derivar en un problema de innovación, pero al mismo tiempo supone una ventaja para las empresas pequeñas, ya que pueden adelantarse y crear nuevos diseños adaptados al internet de las cosas.

## Internet 0
Internet 0 (internet cero) es un nivel o capa física de baja velocidad diseñada con el fin de asignar “direcciones IP sobre cualquier cosa”. Fue desarrollado en el Centro de Bits y Átomos del MIT por Neil Gershenfeld, Raffi Krikorian y Danny Cohen. Cuando se inventó, se estaban barajando otros nombres y, finalmente, se nombró así para diferenciarlo del “Internet2” o internet de alta velocidad. El nombre fue elegido para enfatizar que se trataba de una tecnología lenta, pero, al mismo tiempo, barata y útil. Fue acuñado por primera vez durante el desarrollo del Media House Project que desarrolló el grupo Metapolis y el Media Lab del MIT inaugurado en Barcelona el 25 de septiembre de 2001, y dirigido por Vicente Guallart y Neil Gershenfeld.
Este sistema habilita una plataforma de computación ubicua, es decir, acerca el concepto de internet de las cosas, puesto que, por ejemplo, en una oficina todos los objetos podrían estar sujetos al control común por medio de la internet 0, que se encargaría de recopilar información y mostrársela al usuario en cuya mano estaría tomar la decisión de qué hacer. En el prototipo desarrollado, las cosas se podían conectar entre ellas a partir de una estructura espacial, que incluía la estructura física, una red de datos y una red eléctrica.
En la internet 0, las etiquetas RFID son un paquete físico que forman parte de la red y el usuario puede comunicarse con ellas compartiendo datos. De este modo, se puede extraer información y actuar conforme a los datos extraídos.

## Características

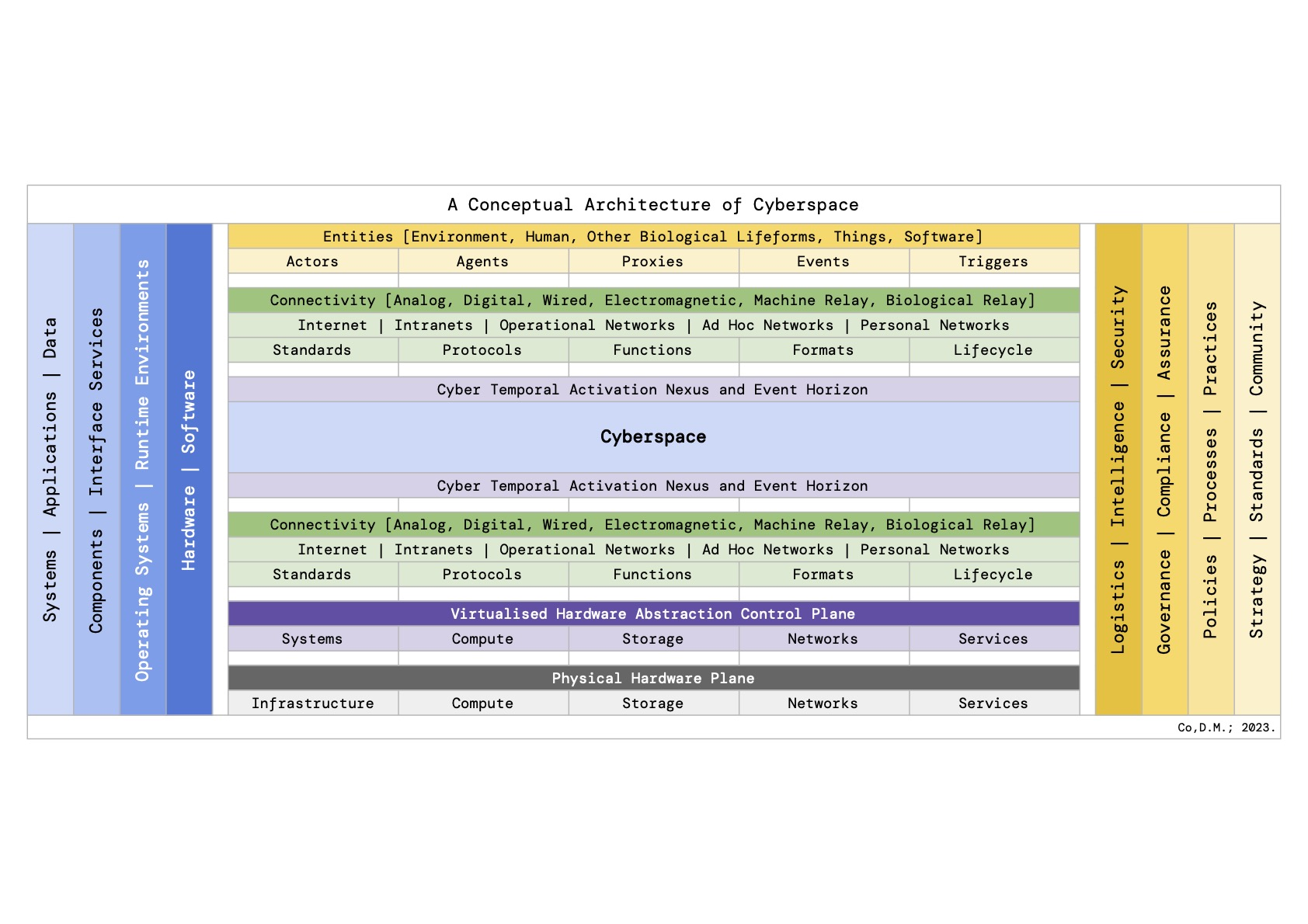
Arquitectura del Ciberespacio Conceptual

### Tipos
La Internet es un servicio público que está disponible para cualquier persona en la mayoría de los países. En un principio, sólo los científicos tenían acceso a la red.
La Internet es anónima, lo que significa que las personas pueden acceder a ella sin tener que compartir su nombre.
Además, la Internet es accesible para cualquier persona, independientemente de su edad, nivel de educación, capacidad física o país de origen.
La red es global, lo que permite a las personas comunicarse con alguien en otro país en tiempo real. Además, la Internet tiene un crecimiento ilimitado, lo que significa que puede crecer sin límites.
La Internet es descentralizada, lo que significa que no hay un punto de control centralizado o una jerarquía que gobierna las conexiones.
La conexión entre computadoras permite la comunicación interpersonal, y los usos de la Internet son variados y útiles. La velocidad de transmisión de los mensajes es tan rápida que parece instantánea.

### Inteligencia
La internet de las cosas probablemente será "no determinista" y de red abierta (ciberespacio), en la que entidades inteligentes autoorganizadas (servicio Web, componentes SOA) u objetos virtuales (avatares) serán interoperables y capaces de actuar de forma independiente (que persiguen objetivos propios o compartidos), en función del contexto, las circunstancias o el ambiente. Se generará una inteligencia ambiental (construida en Computación ubicua).

### Arquitectura
El sistema será probablemente un ejemplo de "arquitectura orientada a eventos", construida de abajo hacia arriba (basada en el contexto de procesos y operaciones, en tiempo real) y tendrá en consideración cualquier nivel adicional. Por lo tanto, el modelo orientado a eventos y el enfoque funcional coexistirán con nuevos modelos capaces de tratar excepciones y la evolución insólita de procesos (Sistema multi-agente, B-ADSC, etc.).
En un internet de las cosas, el significado de un evento no estará necesariamente basado en modelos determinísticos o sintácticos. Posiblemente se base en el contexto del propio evento: así, será también una Web Semántica. En consecuencia, no serán estrictamente necesarias normas comunes que no serían capaces de manejar todos los contextos o usos: algunos actores (servicios, componentes, avatares) estarán autorreferenciados de forma coordinada y, si fuera necesario, se adaptarían a normas comunes (para predecir algo solo sería necesario definir una "finalidad global", algo que no es posible con ninguno de los actuales enfoques y normas).

### ¿Sistema caótico o complejo?
Es un sistema que funciona en semi-bucles abiertos o cerrados (es decir, las cadenas de valor, siempre que sean una finalidad global pueden ser resueltas), por lo tanto, serán consideradas y estudiadas como un Sistema complejo debido a la gran cantidad de enlaces diferentes e interacciones entre agentes autónomos, y su capacidad para integrar a nuevos actores. En la etapa global (de bucle abierto completo), probablemente esto será visto como una caótica medioambiental (siempre que los sistemas tengan siempre finalidad).

### Consideraciones temporales
En este internet de los objetos es creado a partir de miles de millones de eventos paralelos y simultáneos, el tiempo ya no será utilizado como una dimensión común y lineal, sino que dependerá de la entidad de los objetos, procesos, sistema de información, etc. Este internet de las cosas tendrá que basarse en los sistemas de TI en paralelo masivo (computación paralela).

## Relación con los sistemas distribuidos
El Internet de las cosas se basa en la conectividad avanzada de dispositivos, sistemas y servicios que cubre una variedad de protocolos, dominios y aplicaciones. Se espera que marque el comienzo de la automatización en casi todos los campos, al tiempo que permite aplicaciones avanzadas como los entornos inteligentes.
Los sistemas distribuidos utilizan grupos de computadoras en red para el mismo objetivo computacional pero esto tiene varios problemas comunes con los sistemas concurrentes y paralelos, ya que estos tres caen en el campo de la computación científica. Hoy en día, una gran cantidad de tecnologías de sistemas distribuidos junto con la virtualización de hardware, la arquitectura orientada a servicios y la computación autónoma y de utilidad han llevado a utilizar servicios para la solución de estos problemas.
Partiendo de ambas definiciones observamos que la relación es que, el Internet de las cosas facilita el desarrollo de sistemas distribuidos por todo el avance que ha implicado en el tiempo lo cual los hace más eficientes. Además, permite tener una aplicación en casi todas las áreas para así poder hacer uso de ellos en más ambientes de los que se podría llegar a imaginar.

## Retos del IdC
Si bien el IdC nos proporciona muchas facilidades hoy en día, si se analiza con detalle, podemos observar que es una herramienta muy interesante y que tiene un potencial muy alto a futuro pero para que se pueda explotar al máximo se deber resolver ciertas problemas, los cuales serían:
- Seguridad: La seguridad presenta un reto importante para las implementaciones del IdC debido a la falta de un estándar y arquitectura común para la seguridad del mismo. Esto se debe a que no es fácil garantizar la seguridad y la privacidad de todos los usuarios involucrados ya que, al estar conectados a la red la información que se comparte entre los dispositivos no contienen un estándar por lo que es fácil obtener esa información para personas con los conocimientos adecuados.
- Energía: Los dispositivos empleados tienen la necesidad de estar funcionando siempre lo cual genera un mayor consumo de electricidad por lo que las empresas que se dedican a desarrollar estos dispositivos tienen el reto de optimizar el consumo.
- Conectividad: La conexión de miles de millones o billones de dispositivos inteligentes representa para los proveedores de servicios un problema de enormes proporciones a la hora de gestionar aspectos de fallo, configuración, contabilidad, rendimiento y seguridad de los dispositivos. Es por ello que las empresas y todos los involucrados con esta tecnología deben de analizar y desarrollar técnicas o protocolos que permitan optimizar la gestión de todos los dispositivos que están en funcionamiento al momento.

Como observamos el desarrollo a futuro del IdC no depende completamente de esta, si no de otras tecnologías o avances tecnológicos por lo que es necesario que las áreas involucradas cooperen entre sí para tener un avance significativo.

## Privacidad, autonomía y control
Las preocupaciones y problemáticas alrededor de IdC han generado la creencia entre usuarios y conocedores de que las estructuras big data como la internet de las cosas o el data mining, son inherentemente incompatibles con la privacidad, además de los dispositivos, en donde las vulnerabilidades en los sistemas operativos, los protocolos de seguridad inalámbricos y las aplicaciones son de alta complejidad para proteger la seguridad. El escritor Adam Greenfield asegura que estas tecnologías no son únicamente una invasión al espacio público sino que también están siendo utilizadas para perpetuar un comportamiento normativo, citando el caso de vallas publicitarias con cámaras escondidas que rastreaban la demografía de los peatones que leían dicha publicidad.
El Chartered institude for IdC plantea que, los problemas de privacidad surgen como resultado de la compilación de datos detallados sobre el comportamiento de consumo de individuos y barrios, hasta la creación de modelos predictivos de uso de energía, agua y transporte. No es difícil imaginar un futuro sistema de información que contenga un reportaje detallado acerca de dónde viven los ciudadanos, cuándo están en su casa, cuándo se irán o con qué frecuencia miran televisión o usan su lavadora.
El Council of internet of things revela el concepto y los peligros de una ciudad panóptica – the big brother, al consolidar una forma de gobierno caracterizada por una vigilancia omnisciente, la INTERNET DE LAS COSAS haría que los humanos perdieran el control sobre la detección e interacción con los artefactos tecnológicos. Imaginemos si los datos de todas las redes sociales fueran combinados con todos los datos de ubicación, llamadas y registros SMS de los teléfonos móviles; ahora imaginemos combinar todos esos datos con datos de las bases de datos de retailers, agencias de crédito, votantes, transacciones inmobiliarias, etc. Si todos los fragmentos de datos de hoy fueran consolidados para crear un todo coherente, esto crearía una sociedad panóptica poderosa e incontrolable. Las posibilidades de que se establezca una sociedad así son altas, ya que el mundo se está volviendo cada vez más global e interconectado.
La BBC plantea uno de los casos más sonados de manipulación de datos, las acciones de Facebook cayeron cerca de un 7% tras la publicación de una serie de investigaciones periodísticas que afirman que la consultora Cambridge Analytica adquirió de forma indebida información de 50 millones de usuarios de la red social en Estados Unidos. Esta información fue utilizada para manipular miles de estadounidenses y de esta manera obtener votantes. Cambridge Analytica logró saber cuál debía ser el contenido, tema y tono de un mensaje para cambiar la forma de pensar de los votantes de forma casi individualizada, pero la compañía no solo envió publicidad personalizada, sino que desarrolló noticias falsas que luego replicó a través de redes sociales, blogs y medios.
De igual modo la BBC comenta el caso ocurrido con el asistente de voz de amazon, una pareja en Portland, Oregón, Estados Unidos, solía bromear sobre si Alexa, el asistente virtual del parlante echo de Amazon, podría estar escuchando sus conversaciones... pero la broma llegó a su fin cuando descubrieron que, efectivamente, la máquina había registrado y también enviado lo que hablaban dentro de su casa. Mensajes que efectivamente llegaron a uno de los contactos de la libreta telefónica registrada con Alexa, a lo que Amazon respondió; - lo que ha ocurrido es un seguidilla de casualidades inoportunas -.
Para sobrellevar este problema, el Chartered Institude for IdC sugiere que, las infraestructuras generales de IdC requieren un amplio apoyo público que solo puede ser logrado a través de un amplio compromiso de los ciudadanos y medidas en pro de ayudar a estos mismos. Comprender el propósito y las ramificaciones de los desarrollos propuestos. Si esto no es desarrollado desde el principio, podemos esperar resistencia por parte de aquellos que finalmente se verán afectados por estos desarrollos. Numerosos proyectos de energía inteligente en los Estados Unidos y Europa han tenido que ser abandonados porque los consumidores no confiaban en las intenciones de las empresas de energía al instalar medidores inteligentes en el hogar. Sin embargo, existen casos de confianza al IdC como la tarjeta de viaje Oyster del transporte de Londres, en el que se le incentiva al consumidor a intercambiar su privacidad por ciertos servicios y comodidades, si asegurar que esta organización merezca esta confianza.

## Desarrollo y evolución

### Aplicaciones y funcionalidades del IoT
El IoT se utiliza en una amplia variedad de campos, como hogares inteligentes, ciudades inteligentes, salud, agricultura e industria. Las funcionalidades incluyen la recopilación de datos, automatización de procesos, toma de decisiones en tiempo real y mejora de la eficiencia operativa.

### El impacto del IoT en la sociedad y las industrias
El IoT tiene un impacto significativo en la sociedad al mejorar la calidad de vida, aumentar la eficiencia de los servicios públicos y permitir nuevas oportunidades comerciales. En las industrias, el IoT optimiza procesos, reduce costos, mejora la productividad y facilita la toma de decisiones basada en datos.

### Ventajas y desafíos del internet de las cosas
Las ventajas del IoT incluyen la automatización, la conectividad en tiempo real, la optimización de recursos y la mejora de la productividad. Sin embargo, los desafíos incluyen la ciberseguridad, la privacidad de los datos, la interoperabilidad de los dispositivos y la escalabilidad de las soluciones.

### Desarrollo y evolución de las tecnologías
- Conectividad: El desarrollo de tecnologías de conectividad como Wi-Fi, Bluetooth, Zigbee, y protocolos de comunicación como MQTT y CoAP, han permitido la conexión de dispositivos IoT a Internet de manera eficiente.
- Sensores y Actuadores: La miniaturización y reducción de costos de los sensores y actuadores han permitido su integración en una amplia gama de dispositivos, desde electrodomésticos hasta vehículos y equipos industriales.
- Plataformas IoT: La aparición de plataformas IoT, que proporcionan herramientas para el desarrollo, gestión y análisis de datos de dispositivos conectados, ha facilitado la creación de soluciones completas de IoT.
- Seguridad: Con el aumento de dispositivos conectados, la seguridad se ha convertido en una preocupación importante. Se han desarrollado tecnologías y estándares de seguridad específicos para IoT para proteger la integridad y la privacidad de los datos.
- Edge Computing: Para reducir la latencia y mejorar la eficiencia de la red, se ha desarrollado el concepto de edge computing, donde parte del procesamiento de datos se realiza en dispositivos cercanos (en el borde de la red), en lugar de enviar todos los datos a la nube.

### El futuro del internet de las cosas: tendencias y avances
Las tendencias futuras del IoT incluyen la expansión de la 5G para una conectividad más rápida y confiable, el aumento de la inteligencia artificial y el machine learning para el análisis de datos, la adopción de estándares de seguridad más avanzados y la integración del IoT con otras tecnologías emergentes como la realidad aumentada y la computación en la nube.

## Empresas
- Applico
- Broadcom
- ioBridge
- Kynetx
- Llibelium
- National Instruments Control, adquisición de datos e inteligencia embebida
- Nest Labs
- HC Technologies
- Google (Core IdC)
- Sigfox